# Batalla de Pontvallain
La batalla de Pontvallain fue una destacada lid de la guerra de los Cien Años que libraron Francia e Inglaterra. Se disputó el 4 de diciembre de 1370 en la región del Sarthe entre las fuerzas inglesas que se habían apartado del ejército que mandaba el caballero inglés sir Robert Knolles y el ejército francés del nuevo condestable de Francia, Bertrand du Guesclin. 
La batalla consistió en dos choques, uno disputado cerca de Pontvallain y otro, menor, en la villa vecina de Vaas, que a veces se consideran dos batallas diferentes. Pese a que las fuerzas enfrentadas no eran muy numerosas, el combate disipó la fama de invencibilidad en batallas campales de la que los ingleses habían gozado durante treinta años.

## Antecedentes
Robert Knolles desembarcó en Calais en agosto de 1370 al frente de un ejército de seis mil jinetes y emprendió una cabalgada para talar el norte de Francia. Se acercó a París el 24 de septiembre y trató de atraer a los franceses a campo abierto, pero no lo logró y en octubre tuvo que retirarse hacia Vendôme. Conquistó diversos castillos y monasterios en la región situada entre los ríos Loir y Loira y se aprestó para marchar bien a Poitou, bien al sur de Normandía, pues existía la posibilidad de que el rey inglés, Eduardo III, firmase un acuerdo con Carlos II de Navarra, que por entonces le ofrecía sus posesiones en el norte normando como base para su ejército. Muchos de los lugartenientes de Knolles, que se consideraban de mejor cuna que él, deploraban lo que consideraban falta de espíritu marcial de su jefe. Los acaudillaba sir John Minsterworth, un caballero ambicioso y versátil originario de las Marcas Galesas que apodó a Knolles «el viejo saqueador».
Mientras, Carlos V de Francia había investido a su mejor caballero, Bertrand du Guesclin, con el cargo de condestable del reino, y le había encomendado la destrucción del ejército de Knolles. En noviembre Du Guesclin reunió sus huestes en Caen, adonde acudieron también los mariscales Mouton de Blainville y Arnoul d'Audrehem, así como Olivier V de Clisson con un contingente de tropas bretonas. Así, Du Guesclin contaba en total con unos cuatro mil soldados. Un segundo ejército compuesto por otros mil doscientos se dispuso tras la retaguardia de Knolles, en Châtellerault, al mando del mariscal Sancerre, y avanzó hacia el enemigo desde el este, mientras que Du Guesclin lo hacía desde el norte. Knolles, noticioso del avance francés, propuso retirarse hacia el oeste, hacia Bretaña, para evitar quedar rodeado por los franceses, pero sus capitanes rechazaron tajantemente la propuesta y prefirieron invernar la región en la que se encontraban y correrla para abastecerse, convencidos de poder vencer a los franceses. Como consecuencia de las diferencias de opinión, el ejército inglés se dividió en dos: Knolles marchó con una parte, que incluía sus mesnadas, hacia Bretaña, mientras la otra, compuesta por unos cuatro mil hombres en total, permaneció en el valle del Loira dividida en tres grupos, al mando respectivamente de sir Thomas Grandison y sir Hugh Calveley —que comandaban el primero—, Walter, lord Fitzwalter y Minsterworth.

## El combate
Du Guesclin partió de Caen el 1 de diciembre y marchó velozmente hacia el sur; alcanzó las afueras de Le Mans el día 3 del mes. Le informaron de que los contingentes de Grandison y Fitzwalter estaban acantonados a lo largo del valle, entre Pontvallain y Mayet. Pese al cansancio que aquejaba a sus hombres, ordenó que marchasen por la noche hacia Pontvallain para acometer a los ingleses al amanecer del día 4. 
Sorprendido por los franceses, Grandison trató de replegarse hacia el norte, pero el enemigo lo alcanzó junto a las murallas del castillo de la Faigne. En la empeñada lid los franceses sufrieron copiosas bajas (Arnoul d'Audrehem falleció luego de las heridas sufridas en el combate), pero los ingleses de Grandison fueron aniquilados y este hecho cautivo. Los arqueros ingleses, artífices de las victorias inglesas anteriores, habían sido dispuestos en un lugar inconveniente y además ni lograron penetrar las armaduras francesas ni desbaratar las filas de Du Guesclin.
Mientras, Sancerre se acercaba al grupo de Fitzwalter desde el este. Los ingleses huyeron hacia el sur, hacia la abadía fortificada de Vaas, que Sancerre acometió enseguida; cuando Du Guesclin llegó para respaldar el asalto, los franceses lograron tomar el edificio y pasar por las armas a los defensores. Du Guesclin reclamó para sí a Fitzwalter, cautivo al que parece ser que creía mariscal de Inglaterra. Fitzwalter permaneció cautivo hasta que pudo reunir el indispensable rescate gracias a la hipoteca de sus tierras de Cumberland, que la amante del rey, Alicia Perrers, le concedió en condiciones muy ventajosas para ella. El contingente que mandaba sir John Minsterworth logró zafarse de las fuerzas francesas y pasar a Bretaña siguiendo los pasos de Knolles, a quien Olivier de Clisson había perseguido infructuosamente. Por su parte, sir Hugh Calveley se escabulló en Poitou. Unos trescientos supervivientes ingleses, a los que se unieron las guarniciones de varios castillos que Knolles había conquistado, escaparon hacia Burdeos, perseguidos por Du Guesclin y Sancerre, que los alcanzaron poco después de que lograsen cruzar el Loira; estos los aniquilaron junto al castillo de Bressuire que, pese a estar en poder de los ingleses, no acogió a sus compañeros.

## Consecuencias
Knolles y Minsterworth invernaron en Bretaña y a continuación trataron de conducir a sus hombres al puerto de Saint-Mathieu para embarcarlos hacia Inglaterra. Sufrieron el continuo acoso de Olivier de Clisson y solo dispusieron de dos buques para la travesía, por lo que tuvieron que abandonar en la costa a la mayoría, que los franceses pasaron por las armas. Una vez en Inglaterra, Minsterworth descargó la responsabilidad del desastre en Knolles. En julio de 1372, el Consejo Real en efecto falló contra Knolles, al que consideró principal responsable de la derrota y al que confiscó las tierras que se le habían concedido para sufragar la fallida campaña. Minsterworth fue detenido y acusado de difamar a Knolles, pero logró escapar y huir a Francia, donde pasó a servir a Carlos V.